# Miss Universe Americas
Miss Universo Americas es un título o reconocimiento continental dentro del certamen de Miss Universe, dirigido por la Organización Miss Universo. Este título fue establecido para resaltar a una candidata sobresaliente de la región americana, y se otorga de manera independiente al puesto global alcanzado en la competencia principal. La actual ganadora del título es Tatiana Andrea Calmell del Solar Ortega de Perú, siendo la primera persona en lograr esta hazaña el 16 de noviembre de 2024 en México.

## Historia
El título de Miss Universo Americas fue creado en el 2024, con el objetivo de reconocer a una candidata sobresaliente de la región americana dentro del certamen de Miss Universe. La idea surgió para dar visibilidad a las representantes de América, destacando su liderazgo y las contribuciones sociales que realizan en sus países y comunidades. A diferencia del título de Miss Universo, que otorga un reconocimiento mundial, Miss Universo Americas resalta a una reina continental, celebrando su impacto positivo en el ámbito social y su capacidad para generar cambios en su región.
Este título permite a las ganadoras trabajar como embajadoras de diversas causas sociales, colaborando en proyectos humanitarios que trascienden las fronteras de sus propios países. Las reinas continentales tienen la oportunidad de viajar por el mundo junto con las demás reinas continentales y la nueva Miss Universe, participando en actividades de ayuda social, apoyo a organizaciones benéficas y promoviendo el empoderamiento de las mujeres, la educación, la salud y otras iniciativas que benefician a comunidades en todo el planeta.

## Ganadoras
- Miss Universo America 2024: Tatiana Calmell del Solar,  Perú.